# Walter Otta
Walter Nicolás Otta (Río Tercero, Provincia de Córdoba, Argentina, 20 de diciembre de 1973) es un exfutbolista y actual entrenador argentino. Actualmente dirige a Morón de la Primera Nacional.
Su hijo Franco Otta es futbolista, y juega en Villa Dálmine.

## Trayectoria

### Como futbolista
Otta se desempeñó como delantero - centro delantero, jugando para 15 equipos en 12 países. Comenzó su carrera con Villa Dálmine en las ligas inferiores del fútbol argentino en 1993. 
En 1996 se trasladó a Chile para jugar por Puerto Montt, fue uno de los puntales del histórico primer ascenso del equipo a Primera División, haciendo dupla con Edgardo Garcés y el brasileño Valdir Pereira. Ya en Primera División, fue uno de los pocos rescatables en la paupérrima campaña del Apertura, y que a todos hacían pensar que el equipo sería debut y despedida en el fútbol grande. Ya en el Clausura y bajo la dirección técnica de Jorge Garcés, el equipo mostró una considerable alza futbolística y  que a punta de goles de Otta y su pareja de ataque Rubén “Camión” Vallejos dejarían al equipo en Primera. Logrado el objetivo de dejar el equipo en la serie de honor, el atacante parte de la institución y recala en Deportes Temuco.
Los Números dicen que el delantero argentino en Primera B por Puerto Montt, marcó un total de 13 tantos, y otros 14 tantos en Primera División de 1997. Además cuenta con la marca de ser el máximo goleador extranjero en la historia del club con 27 tantos, y de ser hasta la fecha el 10° goleador histórico del club.
Luego jugó en Deportes Temuco, donde se fue aduciendo una lesión que, según sus propias palabras, lo tendría parado por el año 1998. Más tarde en el mismo año, Otta se cura milagrosamente de su lesión, fichando por el Walsall FC de la tercera división de fútbol Inglés. En 1999 se unió a Xerez CD en España. 2000 jugó en el Marathón de Honduras y en 1991 jugó en Blooming de Bolivia. Entre 2001 y 2003 jugó en Portugal con el CD Nacional y luego Club de Fútbol União. Jugó en el Perú con la Universidad y luego en Manta Fútbol Club en el Ecuador. En 2004 se unió a Calgary Mustangs en Canadá antes de fichar por el Fortuna Düsseldorf en Alemania. En 2005 regresó a Argentina y Villa Dálmine antes de trasladarse a Sportivo Barracas en 2007. En 2009 se retiró como jugador en Fénix.

### Como entrenador
En 2010 debutó como Técnico en Villa Dálmine, logrando el ascenso a la B Metro en 2012. En 2017 logró el ascenso de Deportivo Morón al Nacional B. En 2022 pasó a la final del reducido por el segundo ascenso con Estudiantes de Buenos Aires.

## Estadísticas

### Clubes como jugador
| Club                  | País       | Año       |
| --------------------- | ---------- | --------- |
| Villa Dálmine         | Argentina  | 1992-1996 |
| Deportes Puerto Montt | Chile      | 1996      |
| Deportes Temuco       | Chile      | 1997-1998 |
| Walsall               | Inglaterra | 1998-1999 |
| Xerez                 | España     | 1999      |
| Santiago Wanderers    | Chile      | 2000      |
| Marathón              | Honduras   | 2000      |
| Blooming              | Bolivia    | 2001      |
| Nacional              | Portugal   | 2001      |
| C.F. União            | Portugal   | 2002      |
| Manta                 | Ecuador    | 2003      |
| Atlético Universidad  | Perú       | 2003      |
| Calgary Mustangs      | Canadá     | 2004      |
| Fortuna Düsseldorf    | Alemania   | 2004-2005 |
| Villa Dálmine         | Argentina  | 2006-2007 |
| Barracas Bolívar      | Argentina  | 2007      |
| Fénix                 | Argentina  | 2008-2009 |

### Clubes como entrenador
| Club             | País      | Año                       | PD  | PG  | PE  | PP  | GF  | GC  | DG  | EF%    |
| ---------------- | --------- | ------------------------- | --- | --- | --- | --- | --- | --- | --- | ------ |
| Villa Dálmine    | Argentina | 2010-2013                 | 156 | 55  | 48  | 53  | 182 | 162 | +20 | 45.51% |
| Acassuso         | Argentina | 2014-2015                 | 77  | 25  | 28  | 24  | 70  | 64  | +6  | 44.59% |
| Unión (MdP)      | Argentina | 2015                      | 10  | 0   | 3   | 7   | 4   | 15  | -11 | 10%    |
| Deportivo Morón  | Argentina | 2016-2018                 | 95  | 38  | 38  | 19  | 103 | 76  | +27 | 53.33% |
| Villa Dálmine    | Argentina | 2018                      | 17  | 6   | 6   | 5   | 18  | 16  | +2  | 47.06% |
| Villa Dálmine    | Argentina | Total en Villa Dalmine    | 173 | 61  | 54  | 58  | 200 | 178 | +22 | 45.66% |
| Atlético Rafaela | Argentina | 2019-2021                 | 62  | 19  | 21  | 22  | 73  | 76  | -3  | 41.94% |
| Estudiantes (BA) | Argentina | 2022                      | 42  | 20  | 11  | 11  | 40  | 28  | +12 | 56.35% |
| Patronato        | Argentina | 2023                      | 24  | 7   | 6   | 11  | 26  | 31  | -5  | 37.5%  |
| Estudiantes (BA) | Argentina | 2023-2024                 | 54  | 16  | 22  | 16  | 49  | 53  | -4  | 43.21% |
| Estudiantes (BA) | Argentina | Total en Estudiantes (BA) | 96  | 36  | 33  | 27  | 89  | 81  | +8  | 48.96% |
| Deportivo Morón  | Argentina | 2024-presente             | 26  | 11  | 10  | 5   | 28  | 16  | +12 | 55.13% |
| Deportivo Morón  | Argentina | Total en Deportivo Morón  | 121 | 49  | 48  | 24  | 131 | 90  | +41 | 53.72% |
| Total            | Total     | Total                     | 563 | 197 | 193 | 173 | 594 | 538 | +56 | 46.42% |

## Palmarés

### Como jugador

#### Campeonatos nacionales
| Título    | Club          | País      | Año     |
| --------- | ------------- | --------- | ------- |
| Primera C | Villa Dálmine | Argentina | 1995-96 |

### Como entrenador

#### Campeonatos nacionales
| Título    | Club            | País      | Año  |
| --------- | --------------- | --------- | ---- |
| Primera C | Villa Dálmine   | Argentina | 2012 |
| Primera B | Deportivo Morón | Argentina | 2017 |